# أحمد عبد العزيز الخياط
أحمد عبد العزيز إسماعيل الخياط (ولد في 12 أكتوبر 1963) مهندس وسياسي بحريني. يشغل حاليا منصب رئيس تنفيذي لهيئة التخطيط والتطوير العمراني.

## النشأة والتعليم
ولد الخياط في 12 أكتوبر 1963.
نال دبلوم الهندسة المدنية من جامعة البحرين في عام 1983. ثم نال شهادة بكالوريوس الهندسة المدنية من جامعة البحرين في عام 1987. ثم نال شهادة الملاحة وأسس اتزان السفن من الأكاديمية البحرية العربية من بالإمارات في عام 1989. ثم نال دبلوم عالي «الماجستير» في علوم هندسة المسح البحري من جامعة بليموث بالمملكة المتحدة في عام 1990. ثم نال الدبلوم العالي في الإدارة التنفيذية من كلية إدارة الأعمال من جامعة البحرين في عام 1999.
كما نال مؤهلات علمية غير أكاديمية وهي شهادة الغواصة المبدئية والمتقدمة بالبحرين في عام 1992. ثم نال شهادة التهيئة للملاحة في المياه العميقة (الجزء النظري) من نادي اليخوت بالبحرين في عام 1997. ثم نال شهادة قبطان – حمولة 200 طن – فئة اليخوت – من أكاديمة ميدوي بالمملكة المتحدة في عام 1999. ثم نال شهادة المحاسبة المالية لغير المحاسبين من معهد المصرفيين بالبحرين في عام 2007.

## المسيرة المهنية
عمل فني هندسة مدنية بوزارة الأشغال والكهرباء والماء من 1983 إلى 1984. ثم عمل مهندس مدني بدار الهندسة في عام 1987. ثم عمل مهندس مدني متدرب بوزارة الأشغال والكهرباء والماء في العام 1988. ثم عمل مهندس مدني متدرب بوزارة الإسكان والبلديات والبيئة من 1988 إلى 1990. ثم ترقى إلى مهندس مساحة من 1991 إلى 1992. ثم ترقى إلى مهندس مساحة أول من 1992 إلى 1999. ثم ترقى إلى القائم بأعمال رئيس مكتب المسح البحري من 1999 إلى 2002. ثم ترقى إلى مدير إدارة الموارد البشرية بوزارة الأشغال في أغسطس 2002. في 7 يوليو 2011 أصدر ملك البحرين حمد بن عيسى بن سلمان آل خليفة مرسوم ملكي بتعيين الخياط وكيل مساعد للشئون الفنية في وزارة الأشغال.
في 12 مايو 2015 صدر عن ملك البحرين مرسوم رقم 37 لسنة 2015 بتعيين الخياط وكيل وزارة لشؤون الأشغال العامة في وزارة الأشغال وشؤون البلديات والتخطيط العمراني.
في 21 يوليو 2022 صدر عن ملك البحرين مرسوم رقم (35) لسنة 2022 بتعيين الخياط رئيس تنفيذي لهيئة التخطيط والتطوير العمراني.
شارك الخياط في عدة مؤتمرات ومنتديات وورش عمل داخل وخارج البحرين.

## الجوائز والتكريم
- جائزة أفضل موظف على مستوى الإدارة بوزارة الإسكان والبلديات والبيئة (1998).
- جائزة موظف العام على مستوى وزارة الأشغال (2009).
- جائزة المجلس الآسيوي لتطوير الموارد البشرية - الجانب المجتمعي من ماليزيا (2009).